# Hatzfira
Hatzfira (הצפירה, en français La Sirène) est le premier journal de langue hébreue édité en Pologne. Il est créé par Haïm-Zélig Slonimsky en 1862 à Varsovie.
En 1874 et 1875, Hatzfira est également publié à Berlin.
Des changements se font sentir avec l'arrivée de Nahum Sokolow à la rédaction.
Jusqu'alors, le journal ne soutient que discrètement le mouvement des Amants de Sion. Mais à la suite de la participation de Sokolow au 1er Congrès sioniste réuni à Bâle en 1897, Hatzfira devient un fidèle porte-parole des idées du sionisme politique. De 1886 à 1906, le journal est quotidien. Puis après une pause de quatre ans, il est réédité en 1910. Durant la Première Guerre mondiale, il stoppe momentanément ses éditions, pour refaire surface en 1917 comme journal hebdomadaire. Après une nouvelle courte période d'éditions quotidiennes, il s'éteint progressivement jusqu'à sa fermeture en 1927. Yossef Heftmann en est le dernier éditeur.